# Double mixte

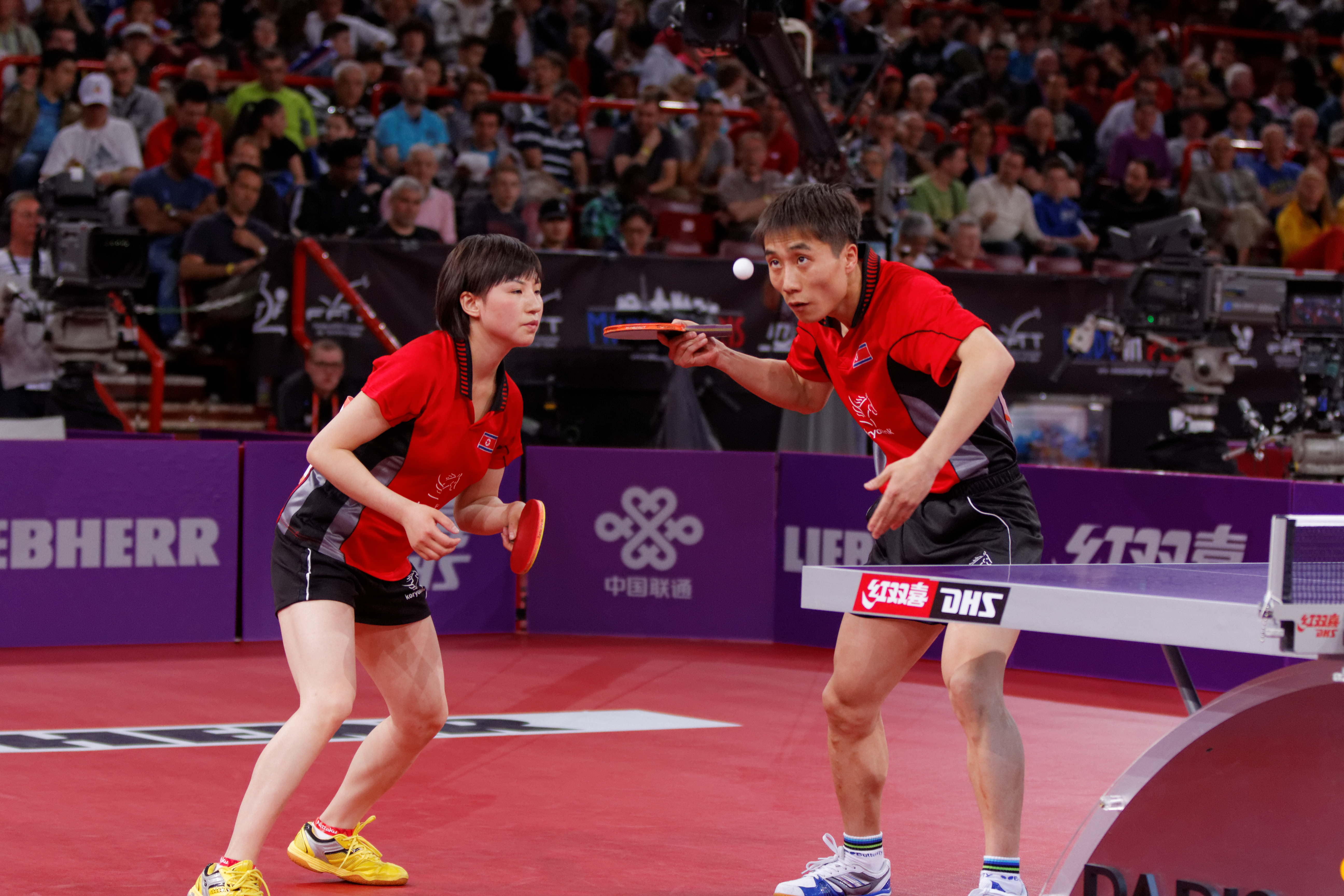
Finale du double mixte lors des Championnats du monde de tennis de table 2013.

L'expression double mixte désigne certaines pratiques sportives permettant la constitution de duos composés d'une femme et d'un homme. Cette spécificité concerne surtout certains sports de raquettes comme le tennis, le tennis de table, et le badminton. Le terme est aussi utilisé pour le curling mixte. On retrouve aussi cette pratique dans plusieurs disciplines de tir à l'arc. 

## En tennis

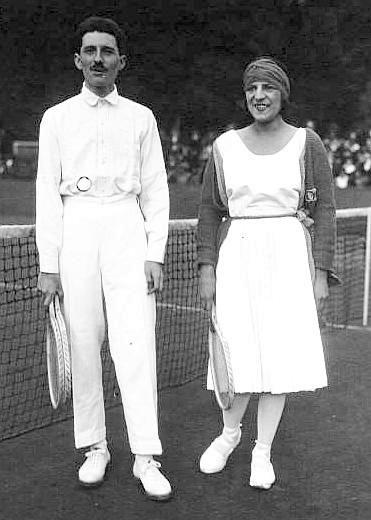
Jacques Brugnon et Suzanne Lenglen ont composé la meilleure équipe de double mixte des années 1920.

Très fréquents des années 1920 jusqu'au début des années 1970, les tournois de double mixte sont devenus rares avec la professionnalisation du tennis. Désormais, seules six épreuves organisent un tournoi de double mixte : il s'agit des 4 tournois du Grand Chelem, des Jeux olympiques, et de la United Cup (précédemment la Hopman Cup). L'organisation d'épreuves de double mixte en Grand Chelem et aux Jeux olympiques a toutefois évolué au fil de l'histoire de ce sport. Le tournoi d'Indian Wells organise une épreuve de double mixte annuellement depuis 2024,.
Elles ont d'abord été organisées, dès 1887, aux US National Championships (futur US Open) en même temps que l'apparition du simple dames, six ans après la création de la compétition chez les messieurs (alors que le double dames n'apparaît qu'en 1889). Le double mixte est ensuite apparu aux Championnats de France (futurs Internationaux de France) en 1902, où les femmes ont commencé à s'affronter en simple en 1897. À Wimbledon, cette épreuve est introduite en 1913 en même temps que le double dames alors que les joueuses y participaient en simple depuis 1884. Enfin, l'Open d'Australie n'a accordé des épreuves aux femmes qu'à partir de 1922, les trois tableaux ouverts aux joueuses étant créés en même temps.
Aux Jeux olympiques, l'épreuve de double mixte est organisée pour la première fois lors des Jeux de Paris en 1900 en même temps que la première épreuve de simple dames. En raison du faible nombre de femmes inscrites dans les compétitions de tennis, le second tournoi n'est organisé qu'en 1912 à Stockholm (alors que l'épreuve de simple dames est à nouveau au programme dès 1908 à Londres). Mais toutes les épreuves de tennis disparaissent du programme olympique après les Jeux de 1924 à Paris. Lorsque ce sport est à nouveau olympique à partir des Jeux de Séoul en 1988, le double mixte n'est pas encore prévu. Cette épreuve ne revient qu'à l'occasion des Jeux de Londres en 2012.
Quant à la Hopman Cup, seule épreuve mixte par équipes avec des rencontres composées de deux matchs de simple (un simple dames et un simple messieurs) et un de double mixte, elle est créée en 1988.
Depuis la fin des années 1980, les compétitions de double mixte sont essentiellement disputées par des joueurs et joueuses spécialistes du double. Quelques paires de double mixte ont réussi à se distinguer sur une certaine durée telles que Hart/Sedgman, Stöve/McMillan, Smith/Fletcher, Black/Black ou encore Srebotnik/Zimonjić.

## En tennis de table
Les tournois de double mixte sont organisés lors des Championnats du Monde depuis 1926 mais ils ne figuraient pas au programme des Jeux olympiques avant les Jeux de 2020. La paire Claude Bergeret/Jacques Secrétin a remporté le titre mondial en 1977, et depuis tous les titres de double mixte ont été remportés par des Asiatiques (Chinois, Coréens ou Japonais).

## En badminton

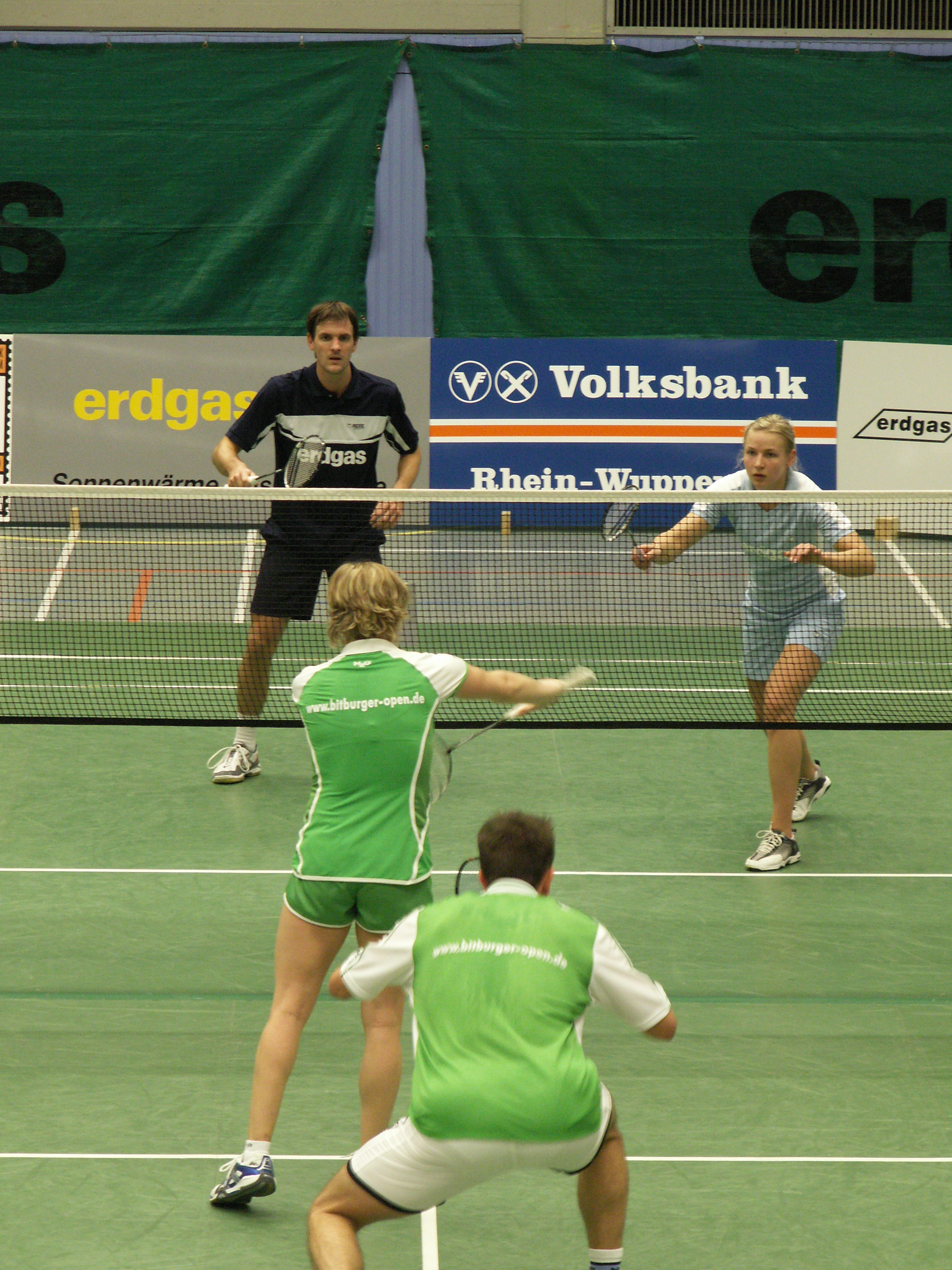
Double mixte au badminton

En badminton, le double mixte implique des techniques spécifiques. L'épreuve est olympique depuis les Jeux de 1996. De nombreux joueurs se sont spécialisés dans cette discipline tels que Tontowi Ahmad et Liliyana Natsir, Zhang Jun et Gao Ling ou encore Joachim Fischer Nielsen et Christinna Pedersen. Delphine Delrue et Thom Gicquel forment actuellement la meilleure paire française.

## Au tir l'arc
Au tir à l'arc on retrouve la catégorie double mixte lors des épreuves de tir 3D et de tir olympique. Cette catégorie fait partie des jeux olympiques depuis ceux de Tokyo en 2020.    